# Stazione di Cluj-Napoca
La stazione di Cluj-Napoca (in romeno Gara Cluj Napoca), è la principale stazione ferroviaria di Cluj Napoca.

## Storia
Due targhe sull'edificio commemorano il 100º e il 125º anniversario dell’apertura della stazione, avvenuta il 7 settembre 1870. La stazione ferroviaria di Cluj-Napoca fu progettata e costruita dall'architetto ungherese Ferenc Pfaff, quando la città faceva parte dell'Impero austro-ungarico.

## Collegamenti
La stazione si trova sulla linea 300 delle Căile Ferate Române: Bucarest–Ploiești–Brașov–Teiuș–Cluj-Napoca–Oradea–Episcopia Bihor, e sulla linea Cluj-Napoca–Dej–Ilva Mică. 
A partire dal 2008, la stazione ferroviaria di Cluj-Napoca serve circa 100 treni passeggeri, inclusi quelli nazionali operati dalle Căile Ferate Române.
Cluj-Napoca offre collegamenti con la maggior parte delle città romene, nonché servizi verso Budapest (Ungheria) e Vienna (Austria).